# Triangle (Israël)
Pour les articles homonymes, voir Triangle (homonymie).
Le Triangle (hébreu : המשולש, HaMeshulash; arabe : المـُثـَلـَّث, al-Muthalath) autrefois appelé Le Petit triangle, est une concentration de villes et villages arabes israéliennes proches de la Ligne verte, dans la plaine orientale de la région de Sharon. 
Le nom vient du triangle formé par les localités et visible depuis les airs.

## Historique
Avant la guerre israélo-arabe de 1948-1949 et l’établissement par Israël de sa souveraineté sur la zone, il était appelé « Le Petit triangle » pour le différencier du « Triangle » plus grand formé entre Jénine, Tulkarem et Naplouse. Ce dernier était appelé comme cela en référence à de violentes attaques anti-juives au cours de la grande révolte arabe de 1936-1939.
Conformément au traité d’armistice de 1949, le contrôle de la région fut transféré de la Jordanie à Israël. L’accord incluait également la zone autour de Umm al-Fahm.
C’est dans la zone du Triangle qu’a eu lieu le massacre de Kafr Qassem en 1956, quand des soldats israéliens ont délibérément massacré 49 personnes.

## Description

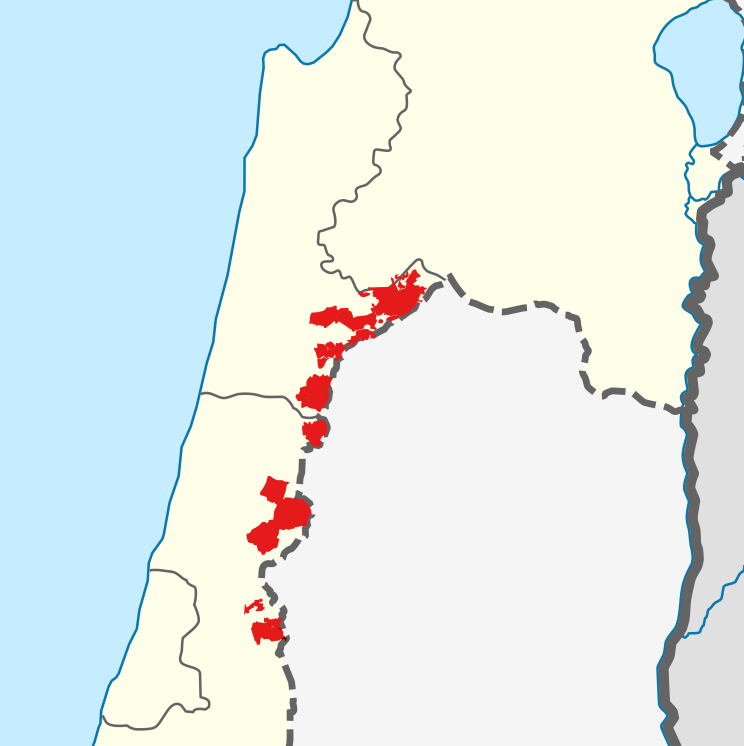
Carte des villes du Triangle.

La région du Triangle comprend les villes de :
- Al-Arian
- Ar'ara (y compris le village de 'Ara)
- Baka Jatt (résultat de la fusion de Baqa al-Gharbiyye et Jatt)
- Ein al-Sala
- Jalma
- Kafr Qara
- Ma'ale Iron
- Ma'oia
- Meiser
- Musmus
- Qalansawe
- Tayibe
- Tira
- Umm al-Fahm
- Umm al-Qutuf
- Zemer (résultat de la fusion de Bir as-Sikka, Yamma, Marja et Ibthin)

Plusieurs hommes politiques israéliens ont proposé d’inclure le Triangle dans un futur État palestinien en échange de plusieurs colonies juives implantées en Cisjordanie. C’est notamment un élément majeur du plan Lieberman (Lieberman Plan (en)), mis en avant par le ministre Avigdor Lieberman, mais ce plan est contesté par les Arabes israéliens.